# Diners caiguts del cel
Diners caiguts del cel (títol original: Pennies from Heaven) és una pel·lícula nord-americana realitzada per Herbert Ross, de 1981. Ha estat doblada al català.

## Argument
La pel·lícula té lloc durant la Gran Depressió, on un home ven partitures a clients melòmans a Chicago. Però els negocis van malament durant aquest període difícil.

## Repartiment
- Steve Martin: Arthur
- Bernadette Peters: Eileen
- Christopher Walken: Tom
- Jessica Harper: Joan
- Vernel Bagneris: l'home de l'acordió
- John McMartin: el senyor Warner
- John Karlen: el detectiu
- Jay Garner: el banquer
- Nancy Parsons: la vella prostituta
- M. C. Gainey: el jove policia
- William Frankfather: el jugador de billar

## Nominacions
Nomenat per tres Oscars:
- Oscar al millor vestuari
- Oscar al millor so
- Oscar al millor guió adaptat